# Susanne Fellner
Susanne „Susi“ Fellner (* 26. Februar 1985 in Ravensburg) ist eine ehemalige deutsche Eishockeyspielerin auf der Position der Verteidigerin. Ihr jüngerer Bruder Stefan ist ebenfalls Eishockeyspieler.
Das erste Mal stand sie mit acht Jahren auf dem Eis und lernte bald im EV Ravensburg das Eishockeyspielen, wo sie auch lange in einem Jugendteam spielte. In ihrer sechsjährigen Zeit beim TV Kornwestheim wurde sie zur Nationalspielerin. In der Saison 2005/2006 stand sie in der Schweiz beim DSC Oberthurgau unter Vertrag. In den folgenden zwei Jahren spielte sie wieder für die zweite Mannschaft des EV Ravensburg in der Regionalliga (Männer) und trainierte parallel die U12-Mannschaft des Vereins. Zwischen 2008 und 2010 spielte sie bei den Fighting Sioux der University of North Dakota und studierte parallel im Studiengang Physical education and Wellness. Zwischen 2010 und 2016 spielte sie beim ECDC Memmingen, ehe sie ihre Karriere beendete.
Susanne Fellner debütierte für die deutsche Eishockeynationalmannschaft der Frauen während der Saison 2000/01. In den folgenden Jahren nahm sie insgesamt sechs Weltmeisterschaften (2005, 2007, 2008, 2011, 2012 und 2013) sowie am Air Canada Cup respektive Nations Cup 2006, 2007, 2008, 2011, 2012, 2013 und 2014 teil. Dabei war die beste Platzierung ein fünfter Platz bei der Weltmeisterschaft 2005.
Zu den größten Erfolgen ihrer Karriere gehören der Aufstieg in die Top-Division bei der Weltmeisterschaft der Division I 2011 sowie die Teilnahmen an den Olympischen Winterspielen 2006 in Turin (Platz 5) und Olympischen Winterspielen 2014 in Sotschi (Platz 7).
Insgesamt absolvierte Fellner für die deutsche Eishockeynationalmannschaft der Frauen 176 Spiele, in denen sie 8 Tore und 31 Assists erzielte.

## Erfolge und Auszeichnungen
- 2001 Deutscher Meister mit dem TV Kornwestheim
- 2002 Deutscher Meister mit dem TV Kornwestheim
- 2003 Deutscher Meister mit dem TV Kornwestheim
- 2004 Deutscher Meister mit dem TV Kornwestheim
- 2005 Deutscher Vizemeister mit dem TV Kornwestheim
- 2013 Gewinn des DEB-Pokals mit dem ECDC Memmingen
- 2016 Deutscher Meister mit dem ECDC Memmingen
- 2016 Gewinn des DEB-Pokals mit dem ECDC Memmingen

## Karrierestatistik

### International
(Legende zur Spielerstatistik: Sp oder GP = absolvierte Spiele; T oder G = erzielte Tore; V oder A = erzielte Assists; Pkt oder Pts = erzielte Scorerpunkte; SM oder PIM = erhaltene Strafminuten; +/− = Plus/Minus-Bilanz; PP = erzielte Überzahltore; SH = erzielte Unterzahltore; GW = erzielte Siegtore; 1 Play-downs/Relegation; Kursiv: Statistik nicht vollständig)